# جيسيكا كوينتينو
جيسيكا كوينتينو (بالبرتغالية: Jéssica Quintino) مواليد 17 أبريل 1991 في ساو باولو، هي لاعبة كرة يد برازيلية تلعب كجناح أيمن. مثلت منتخب البرازيل لكرة اليد للسيدات. شاركت في دورة الألعاب الأولمبية الصيفية سنة 2012. حققت المركز الأول في دورة الألعاب الأمريكية 2011.

## سجل المنافسة
شاركت في البطولات التالية:
- الألعاب الأولمبية الصيفية 2012
- الألعاب الأولمبية الصيفية 2016
- بطولة العالم لكرة اليد للسيدات 2011
- بطولة العالم لكرة اليد للسيدات 2015

## الميداليات
| الميدالية | المسابقة                    |
| --------- | --------------------------- |
| ذهبية     | دورة الألعاب الأمريكية 2011 |
| ذهبية     | دورة الألعاب الأمريكية 2015 |

## روابط خارجية
- جيسيكا كوينتينو على موقع الاتحاد الأوروبي لكرة اليد (الإنجليزية)
- جيسيكا كوينتينو على موقع اللجنة الأولمبية الدولية (الإنجليزية)
- جيسيكا كوينتينو على موقع أوليمبيديا (الإنجليزية)
- جيسيكا كوينتينو على موقع اللجنة الأولمبية البرازيلية (البرتغالية)